# العكريش
قرية العكريش هي قرية موريتانية تقع في الجنوب الشرقي لمدينة بتلميت على بعد 100 كم وقد تم تأسيسها
مع بدايات تأسيس الدولة الموريتانية وبالتحديد أيام الاستقلال. وسكانها هم قبيلة أولاد أبيري وخصوصا ادبعمر
وهي تابعة لبلدية آجوير التابعة لمقاطعة بتلميت وهي أكبر القرى في المنطقة، وتقع على الحدود مع ولاية البراكنة لكونها آخر قرية من الترارزة، وهي بوابتها على الشرق الموريتاني.
وحسب إحصاء أجري سنة 2009، بلغ عدد سكان العكريش 3000 نسمة تقريبا إلا أن القرية شهدت موجة نزوح في العامين المواليين نتيجة عدم وجود إعدادية في القرية. ويعمل أهل العكريش على تربية المواشي والتنمية الحيوانية ويمارس أهلها الزراعة بشكل أقل مع توفر المياه والأمطار الموسمية.